# Opex
Un OPEX, del inglés "Operational expenditures", es un costo permanente para el funcionamiento de un producto, negocio o sistema. Puede traducirse como gasto de funcionamiento, gastos operativos, o gastos operacionales.
Su contraparte, el gasto de capital (Capex), es el costo de desarrollo o el suministro de componentes no consumibles para el producto o sistema. 
Por ejemplo, la compra de una fotocopiadora implica gastos de capital, y el consumo anual de papel, tóner, energía y el coste de mantenimiento representa los gastos operativos. Para sistemas más grandes como las empresas, los gastos operativos también puede incluir el costo de los trabajadores y los gastos de instalación como la renta y servicios (agua, luz, etc).

## Descripción
En los negocios, un gasto de operación es un gasto del día a día, tales como ventas y administración, o de investigación y desarrollo, en contraposición a la producción, costos y precios. En resumen, este es el dinero que el negocio pasa a fin de convertir el inventario en throughput. Los gastos operativos también incluyen una amortización de instalaciones y maquinaria que se utilizan en el proceso de producción. 
En un estado de resultados, "los gastos de operación" es la suma de los gastos de funcionamiento de una empresa por un período de tiempo, como un mes o un año.
En la contabilidad de rendimiento, el aspecto de contabilidad de costes de la teoría de las limitaciones (TOC), los gastos operativos se gasta el dinero el inventario en throughput [1]. En TOC, los gastos de funcionamiento se limita a los costos que varían estrictamente con la cantidad producida, como materias primas y componentes adquiridos. Todo lo demás es un coste fijo, incluido el trabajo (a menos que exista la posibilidad de regular y significativa que los trabajadores no trabajarán a tiempo completo semana cuando se informe sobre su primer día).
En un contexto de bienes raíces, los gastos de operación incluyen los costos asociados con la operación y mantenimiento de una propiedad de renta.
Los gastos de operación incluyen gastos de contabilidad, derechos de licencia, mantenimiento y reparación, tales como la recogida de basura, el servicio de limpieza, el control de plagas, el cuidado del césped, la publicidad, los gastos de oficina, suministros, honorarios de abogados y gastos legales, servicios públicos, tales como el teléfono, seguros, gestión de la propiedad, incluyendo un gerente residente,impuestos a la propiedad, viajes y gastos de vehículo.
Los gastos de viaje se definen como los generados en el caso de viaje necesario para fines profesionales.
Con este fin, "de viaje" se define como la ausencia simultánea de la residencia y del lugar habitual de trabajo. Es impulsado por motivos profesionales o de la empresa y probablemente no se refiere a la vida privada de los viajeros, o preocupaciones que solo en un grado pequeño. Los gastos de viaje incluyen los gastos de viaje y las tarifas, los gastos de alojamiento, y gastos adicionales llamados para las comidas. Para los trabajadores por cuenta propia (los contratistas y trabajadores independientes), los gastos constituyen gastos del negocio, comisiones de arrendamiento financiero, sueldos y salarios y materias primas.